# Eressa pleurosticta
Eressa pleurosticta là một loài bướm đêm thuộc phân họ Arctiinae, họ Erebidae.